# Amos and Andy
Urmând serialului de radio cu același nume, Freeman Gosden și Charles Correll și-au împrumutat vocile pentru seria animată Amos and Andy (stilizat Amos 'n' Andy) produsă de Van Beuren Studios în 1934. S-au realizat două filme în alb-negru, seria neavând succesul scontat.

## Filmografie
| Nr. | Titlu              | Regia            | Data premierei   | Observații |
| --- | ------------------ | ---------------- | ---------------- | ---------- |
| 1   | The Rasslin' Match | Vernon Stallings | 5 ianuarie 1934  |            |
| 2   | The Lion Tamer     | Vernon Stallings | 2 februarie 1934 |            |